# Friedemann Riehle
Friedemann Karl Riehle (* 30. května 1959 Stuttgart) je německý dirigent žijící v Česku.

## Život a dílo
Narodil se ve Stuttgartu. V mladí studoval hru na klasickou kytaru ve Stuttgartu a také orchestrální dirigování na Akademii Mistrů pěvců norimberských v Norimberku a ve Vídni na Univerzitě hudby a herectví Vídeň (nyní Univerzita hudby a múzických umění Vídeň). Již jako student dirigoval svou první operní noc s operou "Oberon" od Carla Maria von Webera. V roce 1995 byl jeden z lidí, kteří založili Prague Philharmonic Orchestra. S tímto orchestrem spolupracuje často při nahrávání, při Pražském novoročním koncertu a při koncertech v zahraničí.
Za účelem začlenit epochální hudbu 20. století do repertoáru klasické hudby, pořádá koncerty s klasickou rockovou hudbou od Deep Purple, Pink Floyd, Led Zeppelin a Queen. Pracoval s Ianem Gillanem ze skupiny Deep Purple na jedenácti vystoupeních symfonie v rocku. V srpnu 2015 a 2016 dirigoval rock-koncert ve Vídeňské státní opeře, nazvaný Rock the Opera.
Mezi lety 1992–95 a 2009–2010 byl generálním ředitelem pražského Plesu v opeře ve Státní opeře Praha.